# 柑橘全爪螨
柑橘全爪螨（学名：Panonychus citri），又称柑橘红蜘蛛或瘤皮红蜘蛛，隶属于蛛形纲蜱螨目叶螨科全爪螨属。柑橘全爪螨是全球范围内危害柑橘和脐橙最严重且顽固的害螨之一，主要以成螨、若螨及幼螨为害，通过刺吸叶片、绿色嫩梢及果实的汁液，严重影响作物的产量和品质。